# من هدى القرآن
تفسير من هدى القران هو كتاب تفسير للقرآن من تأليف المرجع الشيعي والمفكر الإسلامي اية الله محمد تقي المدرسي. اعتمد المؤلف في تفسيره على منهجية التدبر المباشر في آيات القرآن، واستلهام معانيه من القرآن ذاته. فقد صدرت الطبعة الأولى من هذا الكتاب في ثمانية عشر مجلداً عام 1409هـ.

## المؤلف
محمد تقي المدرسي هو عالم ديني وكاتب ومفكر إسلامي، وهو ابن محمد كاظم بن محمد باقر المدرسي، ولد في مدينة كربلاء سنة 1945م. تابع دراساته الدينية على ايدي علمائها الكبار منهم آية الله يوسف الخرساني. هاجر إلى الكويت في مطلع عام 1971م، ثم هاجر إلى طهران عام 1979م مع انتصار الثورة الإسلامية في إيران، وساهم في تأسيس حوزة القائم في طهران وفروعها خارج إيران. عاد إلى العراق عام 2003م.
يعد آية الله المدرسي من المرجعيات الدينية الشيعية المعاصرة، وهو عمل على تطوير الحوزات العلميّة عن طريق تنظيمها وتحديث برامجها وفق الحاجات الراهنة.
له العديد من الكتب والمؤلفات والبحوث تجاوزت المئتين، منها: التمدن الإسلامي، معالم الحضار الإسلامية، تفسير من هدى القرآن، التشريع الإسلامي و...

## نبذه عن التفسير
يعتمد التفسير في أسلوبه على محاولة استنباط مفاهيم الإسلام بالنسبة للحياة عن طريق التدبر في ايات القرآن. حيث دأب المؤلف في تفسيره على إبراز الجوانب الاجتماعية والتربوية للآيات، مستهدفاً علاج مشكلات الإنسان، فهو يناقش المسائل الدنيوية التي تهم المسلم في حياته الاجتماعية من خلال آيات القرآن كالزواج والطلاق والجهاد وغيره كذلك يناقش المسائل الاخروية التي تتعلق بالآخرة والثواب والعقاب.
احتوى المجلد الأول من التفسير على بعض البحوث التمهيدية، طالما كانت موضع خلاف بين الطوائف المختلفة من الامة، فيناقشها بأسلوب علمي، ومن هذه البحوث مبحث المحكم والمتشابه ومبحث التفسير بالرأي وغيره. ثم يبدأ التفسير في بداية كل سورة ببيان عدة روايات مسنودة تبين فضيلة تلك السورة. ثم يبين الإطار العام للسورة، فيقوم بالتعريف بآياتها مكية أو مدنية، وعدد آياتها وترتيبها النزولي وترتيبها في المصحف، كاشفاً عن محتواها العام، ومن ثم يأخذ مجموعة مجوعة من آيات كل سورة، فيشرح فيها معناها. وبالنسبة للمصادر التي استخدمها المؤلف فانه اعتمد على تفسير مجمع البيان بشكل رئيسي كما استفاد كثيرا من تفسير الميزان وتفسير الصافي.

## الطبعات
بدأ المؤلف في تفسير القرآن عام 1398هـ، وانتهى منه عام 1409هـ. وقد طبعت الطبعة الأولى عام 1409هـ. كما طبعت الترجمة الفارسية للتفسير تحت عنوان «تفسير هدايت» عام 1412هـ في 18 مجلد، وقد أشرفت على الترجمة أستان قدس رضوي بمشهد. ومن ثم صدر بحلة جديدة في العام 1430هـ في اثني عشر مجلداً بإضافة مجلد كدليل مفهرس لموضوعات التفسير.

## وصلات خارجية
- تفسير من هدى القرآن
- تأملات في مصطلح التدبر في القرآن